# Гарахонай
Националният парк Гарахонай (на испански: Parque nacional de Garajonay) е национален парк на Канарските острови в Испания.
Разположен е в централните планински части на остров Ла Гомера и има площ 40 km². Основан е през 1981 година, а от 1986 година е в Списъка на световното наследство на ЮНЕСКО. Паркът е защитена територия, включваща една от последните оцелели в наши дни лаврови гори, които през терциера заемат големи части от Европа.
- Roque Ojila
- Roque de Agando
- Roque de La Zarcita